# 比利亚梅纳
比利亚梅纳，是西班牙安达卢西亚自治区格拉纳达省的一个市镇。总面积20平方公里，
2001年普查人口總數為969人，人口密度為每平方公里48人。